# 郭沫若多伦路旧居

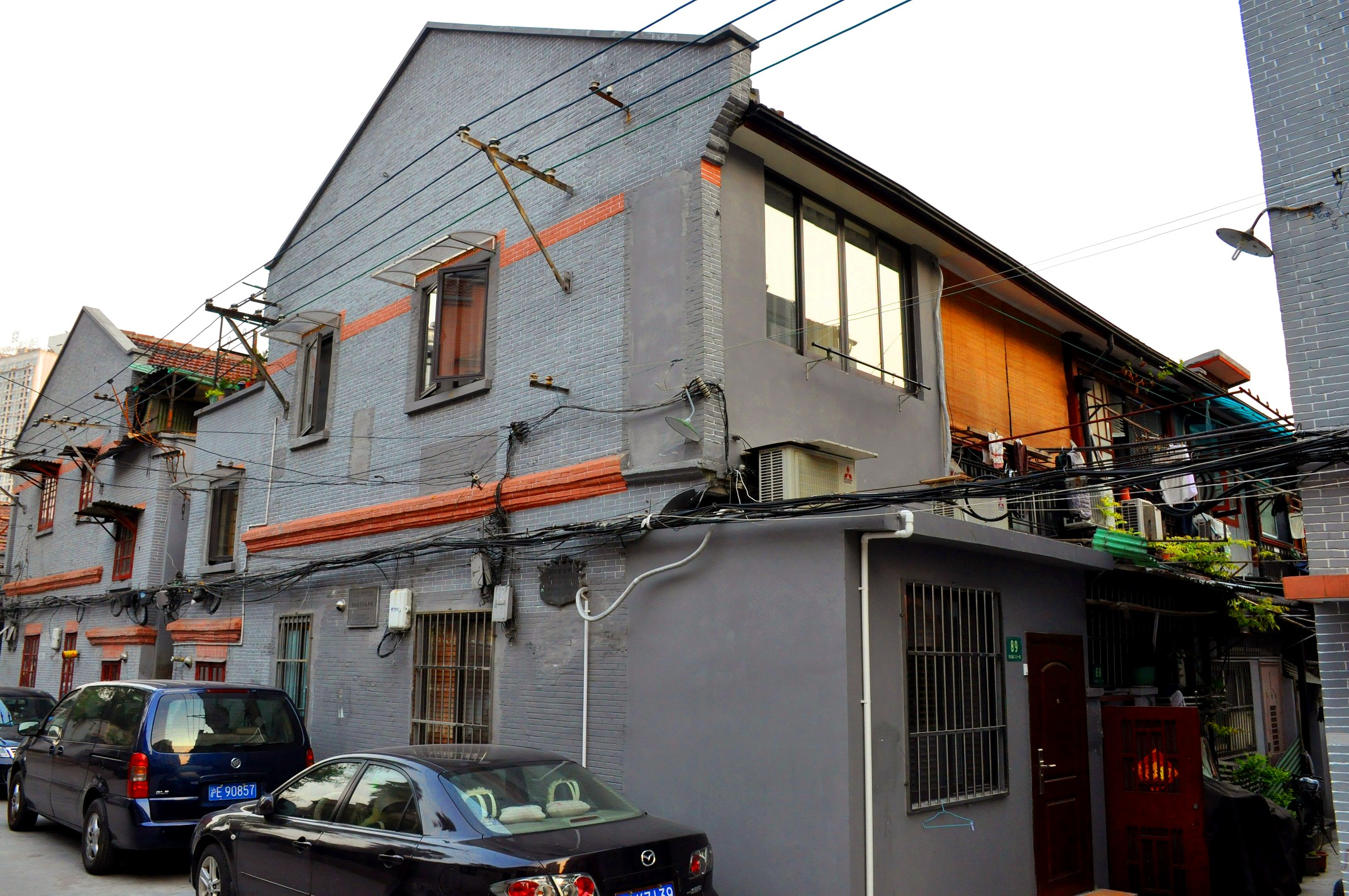
郭沫若多伦路旧居

郭沫若多伦路旧居是中国上海市的一座历史建筑，位于虹口区四川北路街道多伦路201弄89号。

## 历史
2004年，郭沫若多伦路旧居被列为虹口区文物保护单位。